# Otis R. Bowen
Otis Ray Bowen, född 26 februari 1918 nära Rochester, Indiana, död 4 maj 2013 i Donaldson, Indiana, var en amerikansk republikansk politiker.
Han avlade 1939 sin grundexamen och 1942 läkarexamen vid Indiana University. Han gifte sig 1939 med Elizabeth Ann Steinmann. Han deltog i andra världskriget i United States Army. Efter återkomsten från kriget arbetade han som läkare i hemstaden Bremen, Indiana.
Han var ledamot av Indiana House of Representatives, underhuset i delstatens lagstiftande församling, 1956-1958 och 1960-1972, varav fem sista åren talman. Han var guvernör i Indiana 1973-1981.
Efter tiden som guvernör undervisade han vid Indiana University. Han tjänstgjorde som USA:s hälsominister 1985-1989 under president Ronald Reagan. USA:s senat godkände Bowens utnämning med rösterna 93-2.
Bowen var lutheran.